# Montgomery County (Iowa)
Das Montgomery County ist ein County im US-Bundesstaat Iowa. Bei der Volkszählung im Jahr 2020 hatte das County 10.330 Einwohner und eine Bevölkerungsdichte von 9,4 Einwohnern pro Quadratkilometer. Der Verwaltungssitz (County Seat) ist Red Oak.

## Geographie
Das County liegt im Südwesten von Iowa, ist im Westen etwa 40 km von Nebraska und im Süden etwa 40 km von Missouri entfernt und hat eine Fläche von 1.100 Quadratkilometern, wovon zwei Quadratkilometer Wasserfläche sind. Es grenzt an folgende Nachbarcountys:
| Pottawattamie County |             | Cass County   |
| Mills County         |             | Adams County  |
| Fremont County       | Page County | Taylor County |

## Geschichte

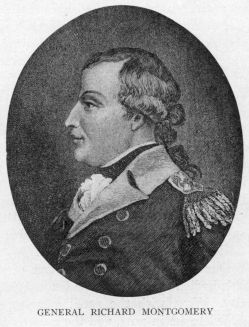
Montgomery

Das Gebiet des heutigen Montgomery County wurde 1846 vom Indianerstamm der Potawatomi erworben und war danach Teil des Potawatami County. 1851 wurde das Montgomery County aus diesem ausgegliedert, das nach Richard Montgomery (1738–1775) benannt wurde, einem General der Kontinentalarmee im Amerikanischen Unabhängigkeitskrieg, der 1775 in der Schlacht von Québec fiel.
1853 fanden erstmals Wahlen im County statt, das aber zunächst vom Adams County mitverwaltet wurde. Ein eigener Verwaltungssitz wurde festgelegt, der in der Mitte des Countys lag und nach der Stadt Frankfort, Kentucky benannt wurde.
1857 wurde dort das erste Gerichts- und Verwaltungsgebäude errichtet. Dabei handelte es sich um ein einfaches Holzhaus von 12 mal 6 Metern. Nach einem Wettbewerb zwischen Frankfort und Red Oak wurde der Sitz nach Red Oak verlegt. Das alte Courthouse wurde mittels Ochsenkarren von Frankfort nach Red Oak verfrachtet.
Das Gebäude war den wachsenden Aufgaben zunehmend größenmäßig nicht mehr gewachsen. Es erfolgten 1873 und 1883 zwei gescheiterte Versuche, ein neues Gebäude dort zu errichten. Erst 1889 wurde beschlossen, ein neues Gebäude zu errichten, das ein Jahr später seiner Bestimmung übergeben werden konnte und auch heute noch in Betrieb ist. Das Gebäude aus Sandstein und roten Ziegeln wurde 1981 in das National Register of Historic Places aufgenommen.
1984 wurde das Gebäude modernisiert; es wurden Aufzüge eingebaut und behindertengerecht Zugänge geschaffen.
Insgesamt sind 15 Bauwerke und Stätten des Countys sind im National Register of Historic Places eingetragen.

## Demografische Daten
Nach der Volkszählung im Jahr 2010 lebten im Montgomery County 10.740 Menschen in 4.716 Haushalten. Die Bevölkerungsdichte betrug 9,8 Einwohner pro Quadratkilometer.
Ethnisch betrachtet setzte sich die Bevölkerung zusammen aus 97,4 Prozent Weißen, 0,2 Prozent Afroamerikanern, 0,4 Prozent amerikanischen Ureinwohnern, 0,2 Prozent Asiaten sowie aus anderen ethnischen Gruppen; 0,9 Prozent stammten von zwei oder mehr Ethnien ab. Unabhängig von der ethnischen Zugehörigkeit waren 2,8 Prozent der Bevölkerung spanischer oder lateinamerikanischer Abstammung.
In den 4.716 Haushalten lebten statistisch je 2,26 Personen.
23,4 Prozent der Bevölkerung waren unter 18 Jahre alt, 56,7 Prozent waren zwischen 18 und 64 und 19,9 Prozent waren 65 Jahre oder älter. 51,5 Prozent der Bevölkerung war weiblich.

Das jährliche Durchschnittseinkommen eines Haushalts lag bei 39.430 USD. Das Prokopfeinkommen betrug 20.992 USD. 14,5 Prozent der Einwohner lebten unterhalb der Armutsgrenze.

## Orte im Montgomery County
Citys
| - Coburg - Elliott - Grant | - Red Oak - Stanton - Villisca |

Unincorporated Communitys
- Morton Mills
- Tenville Junction

## Gliederung
Das Montgomery County ist in 12 Townships eingeteilt:
| - Douglas Township - East Township - Frankfort Township - Garfield Township | - Grant Township - Lincoln Township - Pilot Grove Township - Red Oak Township | - Scott Township - Sherman Township - Washington Township - West Township |